# Razzjalovannyj
Razzjalovannyj (russisk: Разжалованный) er en sovjetisk spillefilm fra 1980 af Aleksandr Sokurov.

## Medvirkende
- Ilja Rivin
- Sergej Kosjonin
- Anatolij Petrov
- Stanislav Sokolov som Mitrokhin
- Irina Sokolova